# Junonia temora
Junonia temora is een vlinder uit de familie Nymphalidae. De wetenschappelijke naam van deze soort werd voor het eerst voorgesteld als Salamis temora door Cajetan Freiherr von Felder en Rudolf Felder in een publicatie uit 1867.

## Verspreiding
De soort komt voor in tropisch Afrika waaronder Nigeria, Kameroen, Centraal-Afrikaanse Republiek, Congo-Brazzaville, Congo-Kinshasa, Zuid-Soedan, Ethiopië, Oeganda, Kenia, Rwanda, Tanzania en Angola.

## Habitat
Deze vlinder kan worden aangetroffen in diverse type bossen, dicht begroeide oevers en soms op akkerlanden.

## Waardplanten
De rups leeft op soorten uit de familie Acanthaceae waaronder Asystasia sp., Eremomastax speciosa (Hochst.) Cufod., Justicia sp., Mellera lobulata S. Moore en Mimulopsis solmsii Schweinf.

## Ondersoorten
- Junonia temora temora (Felder & Felder, [1867])
- Junonia temora virescens (Suffert, 1904) (Nigeria, Kameroen, Centraal-Afrikaanse Republiek, Congo-Brazzaville, Congo-Kinshasa, Zuid-Soedan, Ethiopië, Oeganda, West-Kenia, Rwanda, West-Tanzania en Angola)
  - = Salamis temora virescens Suffert, 1904
  - = Protogoniomorpha temora virescens Suffert, 1904 (Oost-Tanzania)